# Hoyerswerda
Hoyerswerda (Oppersorbisch: Wojerecy) is een stad in de Duitse deelstaat Saksen. De stad maakt deel uit van de Landkreis Bautzen, in het noorden van de Opper-Lausitz. De stad telt 31.790 inwoners.
Hoyerswerda ligt in het officiële woongebied van de Sorben. In de volksmond noemt men de stad wel, naar een samentrekking van de Duitse en van de Sorbische naam, Hoywoy. Deze benaming (Germaans en Slavisch, dus broederlijk) wordt ook gebruikt bij acties van o.a. de overheid ter bestrijding van vreemdelingenhaat en neo-nazisme.

## Delen van Hoyerswerda

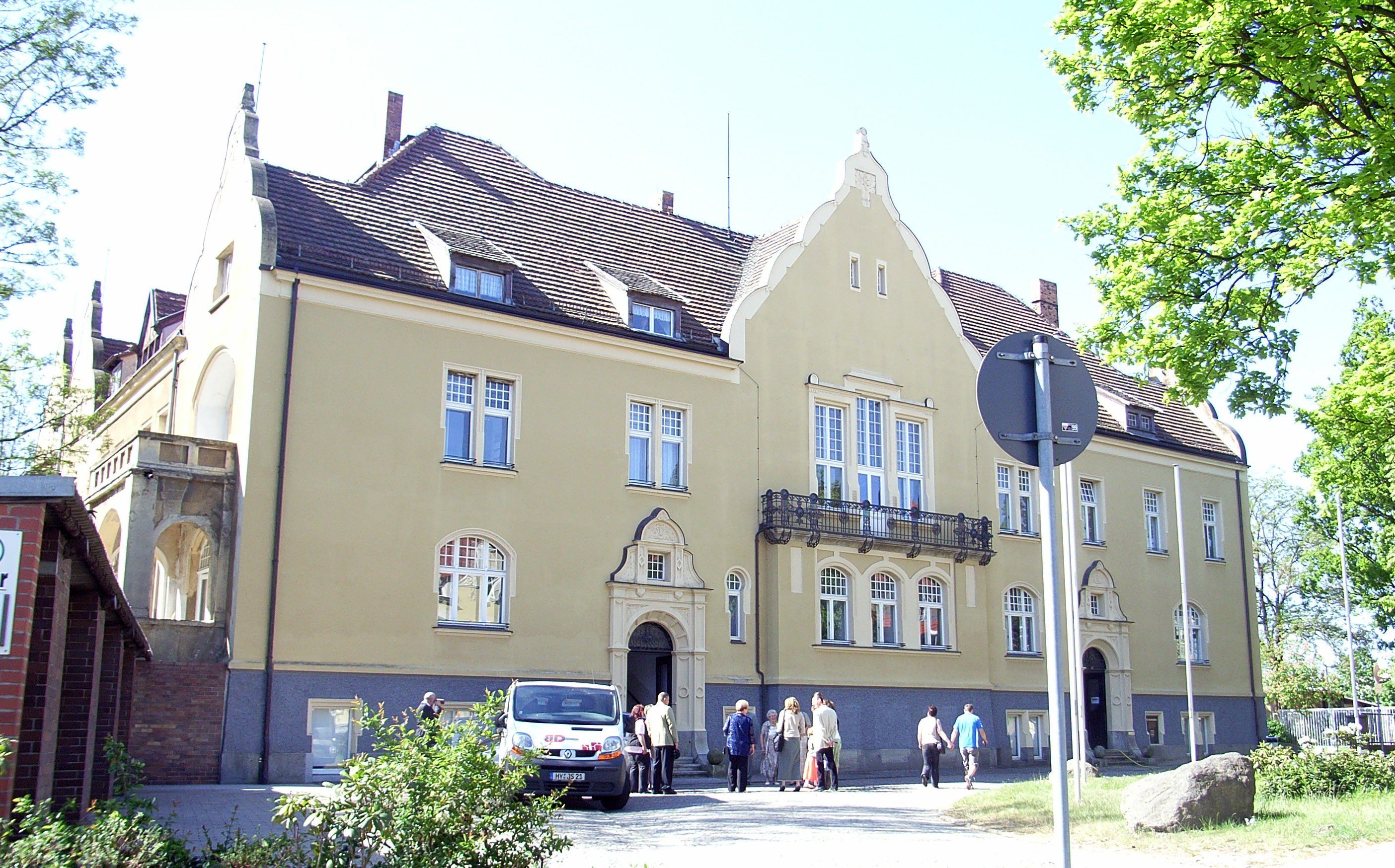
Het nieuwe stadhuis (v.m. Kreishaus, bouwjaar 1904, van 2007-2011 gerestaureerd)

- De stad Hoyerswerda zelf, bestaande uit:
  - de Altstadt, die weer in 9 wijken is onderverdeeld, waaronder  de Innere Altstadt (het oude centrum) en de voormalige dorpen Groß- en Klein-Neida
  - de Neustadt, die weer in 14 wijken is onderverdeeld, waaronder 10 wooncomplexen uit de DDR-periode, een stadscentrum  en Kühnicht
- Bröthen-Michalken
- Dörgenhausen, Sorbisch: Němcy; aantal inwoners: circa 700
- Knappenrode
- Schwarzkollm ; aantal inwoners: circa 800.
- Zeißig

## Infrastructuur

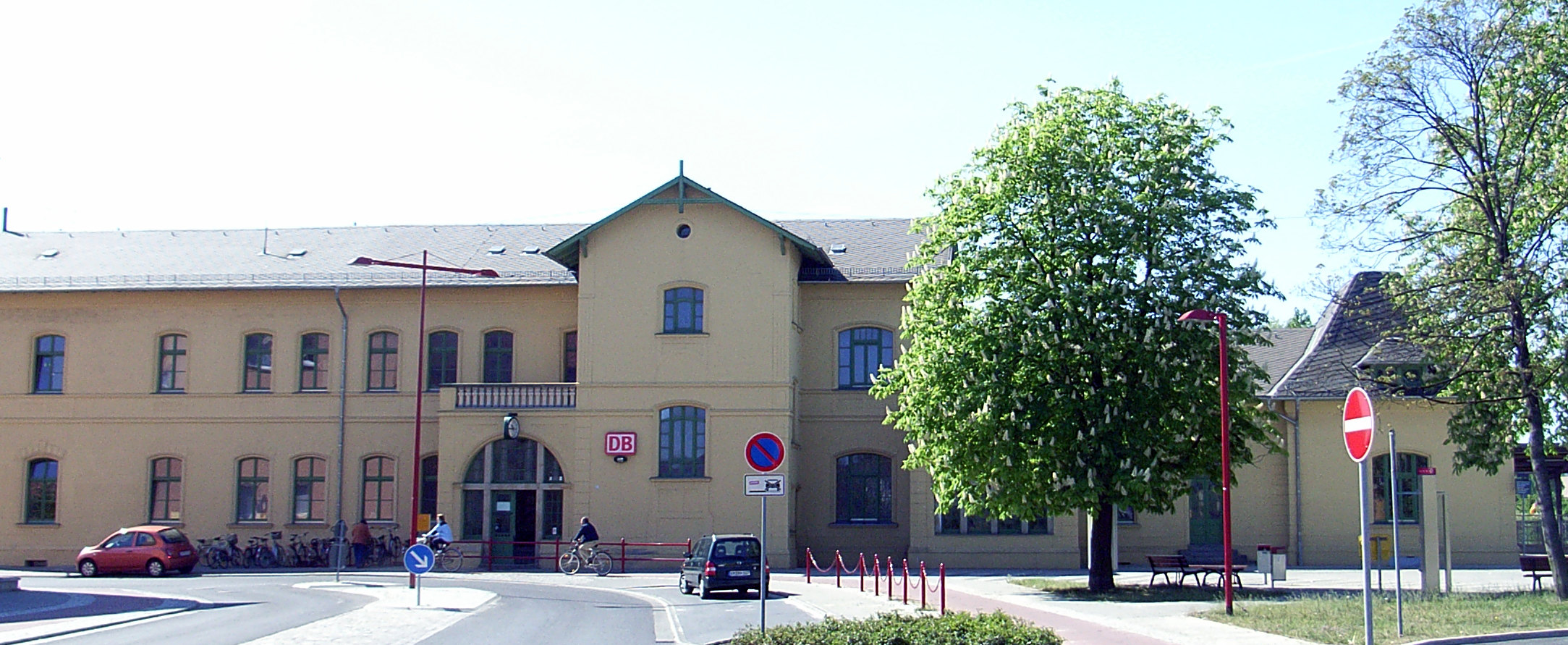
Station

Hoyerswerda ligt aan de Schwarze Elster. Deze rivier is niet bevaarbaar.
Door Hoyerswerda lopen de Bundesstraße 96 en de Bundesstraße 97, deels over een gemeenschappelijk wegvak. Autobahnen zijn binnen 35 km van de stad niet aanwezig.
Hoyerswerda heeft een station aan de spoorlijn Węgliniec - Roßlau. Het staat ten zuidwesten van de oude binnenstad. Ook  de wijk Hoyerswerda-Neustadt, 2 km ten westen van het hoofdstation, en het 7 km ten westen van de stad gelegen Schwarzkollm hebben een stationnetje aan deze lijn. Andere (goederen)spoorlijnen in de omgeving van Hoyerswerda zijn ofwel door de bruinkoolwinning in dagbouw verwijderd, ofwel na beëindiging van deze mijnbouw en industrie overbodig geworden en verwijderd.

## Economie

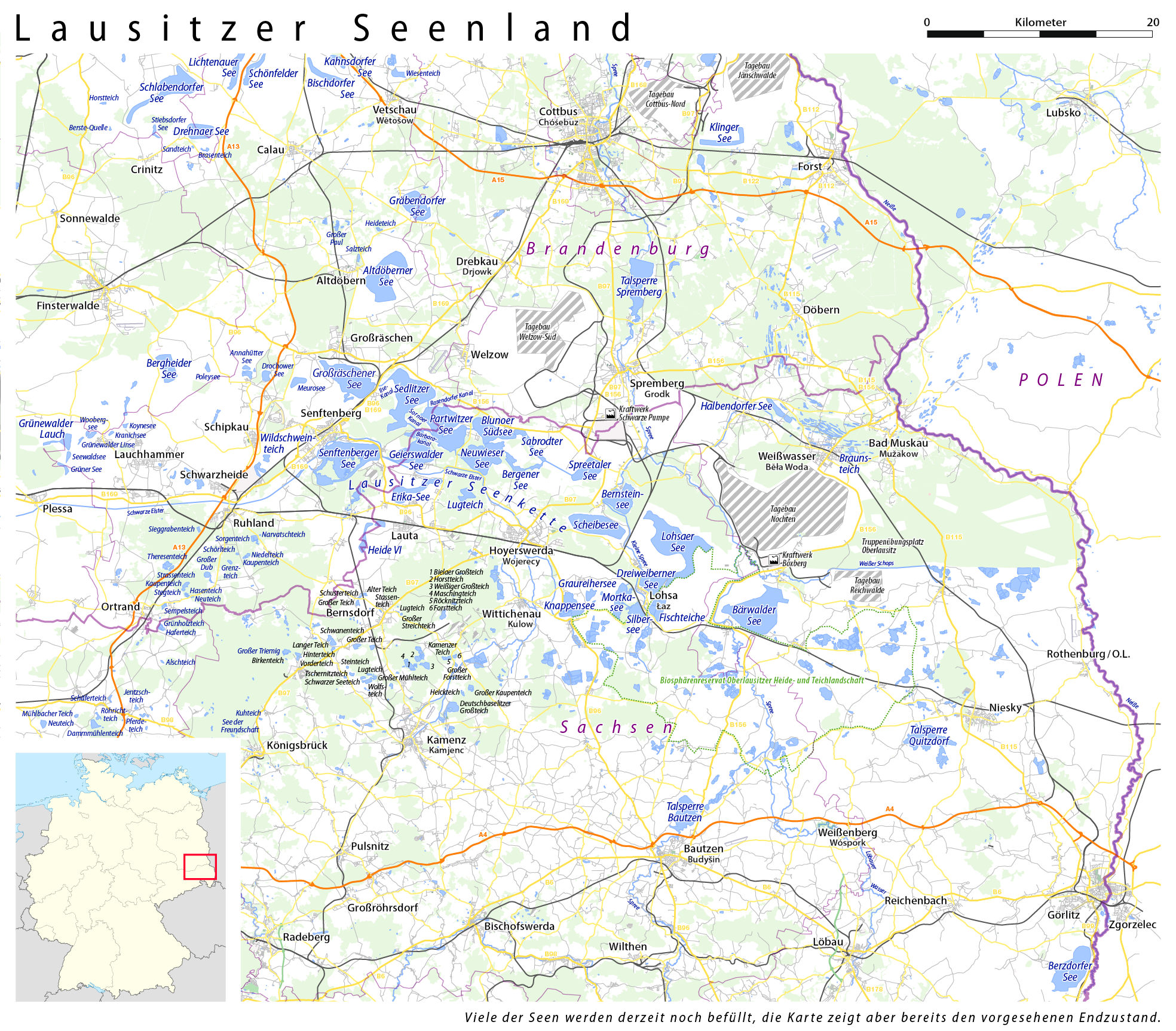
Lausitzer Seenland; Hoyerswerda ligt ongeveer op het midden van deze kaart

Hoyerswerda is  een van de na de Duitse hereniging van 1990 sterkst gekrompen steden van de voormalige DDR. Economisch moest een alternatief worden gevonden voor de oude situatie, waarin Hoyerswerda alleen van bruinkoolmijnbouw en -verwerkingsindustrie bestond. Tot op de huidige dag is uit de vele gemaakte plannen en beleidsnotities weinig concreets te voorschijn gekomen.  Het lijkt er echter op, dat de economische ontwikkeling van Hoyerswerda en omgeving gericht zal zijn op allerlei vormen van dienstverlening en op toerisme. Door de inundatie van stilgelegde bruinkoolgroeven zijn vele meren ontstaan, die wellicht voor watersporttoerisme ontwikkeld gaan worden.

## Geschiedenis

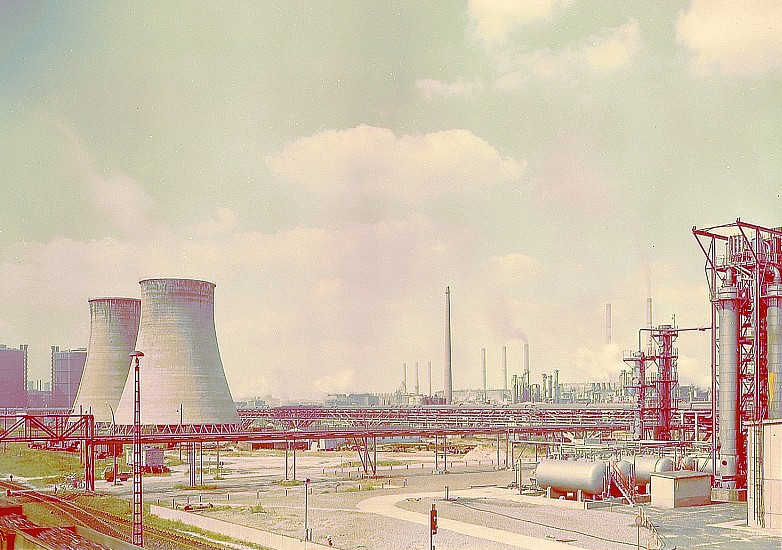
Industrieterreinen Schwarze Pumpe, Hoyerswerda (1975)

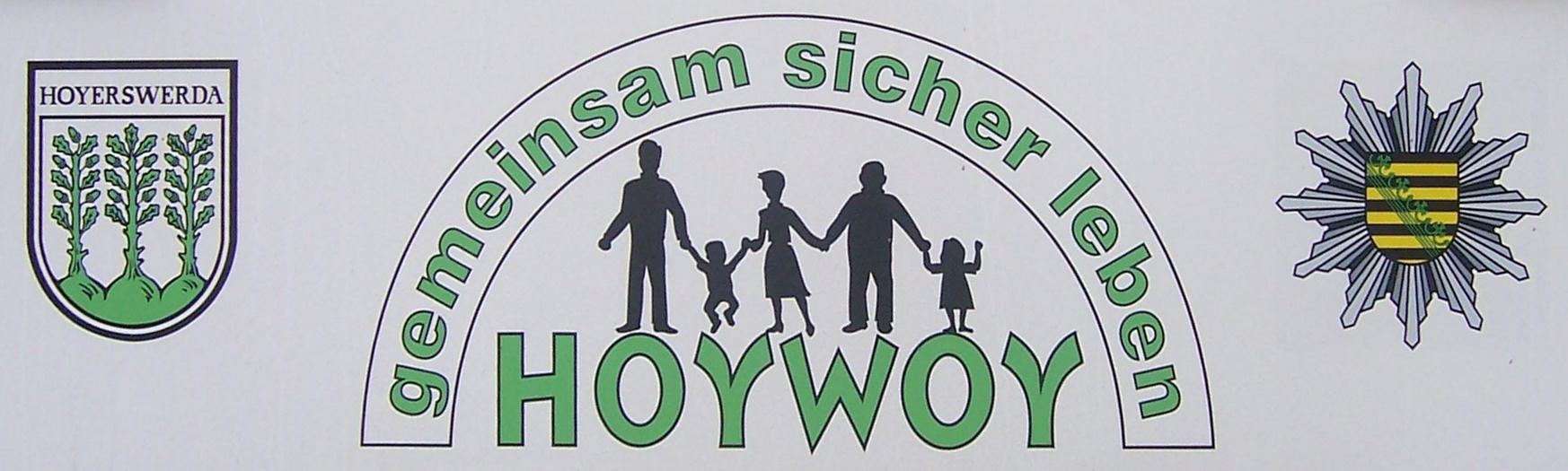
Bord met anti-nazistische oproep tot vreedzaam samenleven (na 1992)

De naam van de stad gaat terug op een Germaanse eigennaam met de naamelementen -ho- (hoog) en -ger- (speer) daarin, en -werder, waard. De Sorbische versie van de plaatsnaam is van de Duitse afgeleid.
De plaats komt als Hoyerswerde in 1268 voor het eerst voor in een document. In 1423 verkreeg Hoyerswerda stadsrechten. In 1540 werd de Reformatie doorgevoerd; sindsdien is de meerderheid van de christenen in de stad evangelisch-luthers. 
De stad lag tot en met de 18e eeuw in het grensgebied van verschillende vorsten- en hertogdommen, die veelvuldig oorlog tegen elkaar voerden. Hoyerswerda had daardoor vaak oorlogsellende te verduren, o.a. in de Dertigjarige Oorlog (1618-1648), en tijdens de Zevenjarige Oorlog. Op 25 september 1759 vond er de Slag bij Hoyerswerda plaats.  De opeenvolgende heersers lieten de stad vanuit het kasteel aldaar besturen door vazallen uit steeds wisselende adellijke families. In de 14e-eeuwse Johanniskirche werd, in tegenstelling tot in andere kerken, eeuwenlang in de Sorbische taal gepreekt. Om deze reden heeft de kerk al eeuwenlang de bijnaam Wendenkirche.
Grote branden teisterden Hoyerswerda in 1515, 1531, 1571 en 1680.
In 1873 verkreeg de stad aansluiting op het spoorwegnet.
Van 1815 tot het einde van de Tweede Wereldoorlog behoorde Hoyerswerda tot het uiterste westen van de Pruisische provincie Silezië, en wel het Regierungsbezirk Liegnitz in de provincie Neder-Silezië. De buursteden Kamenz in het zuiden en Spremberg in het noorden lagen in respectievelijk de provincies Saksen en Brandenburg.
De stad noemt zich ook wel Konrad-Zuse-Stadt, naar de uitvinder, die er zijn middelbare-schooltijd doorbracht. In de late 19e eeuw en de eerste helft van de 20e eeuw was Hoyerswerda een provinciestadje met rond 7.000 inwoners. Aan het eind van de Tweede Wereldoorlog werd het in april 1945 door het Russische Rode Leger grotendeels verwoest en daarna veroverd.
Van 1949 tot 1990 lag de stad in de DDR. De bevolking omvatte kort na de Tweede Wereldoorlog ongeveer 7.000 mensen.
Daarna werd Hoyerswerda centrum van grootschalige bruinkoolwinning, overwegend mijnbouw in dagbouw, en daaraan gerelateerde industrie. De grote, in 1955 opgerichte, staatsonderneming Schwarze Pumpe verwerkte bruinkool voor o.a. opwekking van elektriciteit en stadsgas. Voor de vele arbeiders, die daar moesten komen werken, werd er een Sozialistische Stadt uit de grond gestampt. De arbeiders en hun gezinnen werden in grote flatgebouwen volgens het Plattenbau-principe ondergebracht. Omstreeks 1981 had Hoyerswerda 71.000 inwoners. De op van oorsprong drassig terrein gelegen stad kreeg door de mijnbouw te maken met een, nog steeds niet opgelost, probleem van daling der grondwaterspiegel.
Na de Duitse hereniging in 1990 werd de bruinkoolwinning vrijwel geheel gestaakt, om zowel economische als milieutechnische redenen. Veel flats werden geheel of gedeeltelijk gesloopt. De bevolking daalde snel met meer dan de helft tot 32.000 zielen. Hoogopgeleide inwoners trokken weg naar de westelijke deelstaten van het herenigde Duitsland. Werkloosheid en gebrek aan economische vooruitzichten voor de achterblijvers waren de hoofdoorzaak van een grote aanhang voor extreemrechts. Vanaf september 1991 kwam het tot racistische rellen in Hoyerswerda. In de stad verbleven o.a. 240. vluchtelingen uit o.a. Vietnam, Ghana, Afghanistan en Bangladesh. Deze mensen werden van de gewelddadige acties door neo-nazi's het slachtoffer. Ondanks anti-fascistische tegenacties, zoals het hierboven afgebeelde bord, blijft Hoyerswerda een bolwerk van voor 2010 de NPD en nadien de AfD, die er in 2024 bij gemeenteraadsverkiezingen 9 van de 30 raadszetels veroverde. 
Bij de herindeling van Saksen in 2008 werd de tot dan kreisfreie Stadt samen met de voormalige Landkreis Bautzen en Kamenz deel van het nieuwe Landkreis Bautzen.

## Bezienswaardigheden en toerisme
- Het aan Konrad Zuse gewijde computermuseum, sinds de heropening in 2017 officieel ZCOM geheten, bezit computers van zijn hand en ook enige schilderkunstige werken van Zuse.

- Kasteel Hoyerswerda, bij het stadscentrum, voor het grootste deel vroeg 18e-eeuws, is voor een groot deel in gebruik als stedelijk historisch museum[4].
- In de stad en haar omgeving zijn enkele historische kerkgebouwen, winkel- en woonhuizen bewaard gebleven, dan wel herbouwd.
- De stad heeft in de voormalige kasteeltuin een dierentuin.
- In februari 1993 sloot een fabriek van bruinkoolbriketten te Knappenrode haar deuren. Nadien is hier een mijnbouwmuseum gevestigd met de naam Energiefabrik Knappenrode[5]. Het in 2020 vernieuwde museum beschikt over een uitzichtplatform, en maakt deel uit van de Europese Route der Industriecultuur.
- De Krabatmolen van Schwarzkollm, die bekend is van de Sorbische sagen- en sprookjesfiguur Krabat; hieromheen is een toeristisch cultuurcentrum ontstaan
- De evangelisch-lutherse Mariakerk van Schwarzkollm
- De waterrijke omgeving wordt toeristisch ontwikkeld voor o.a. watersport- en fietstoerisme.

## Afbeeldingen

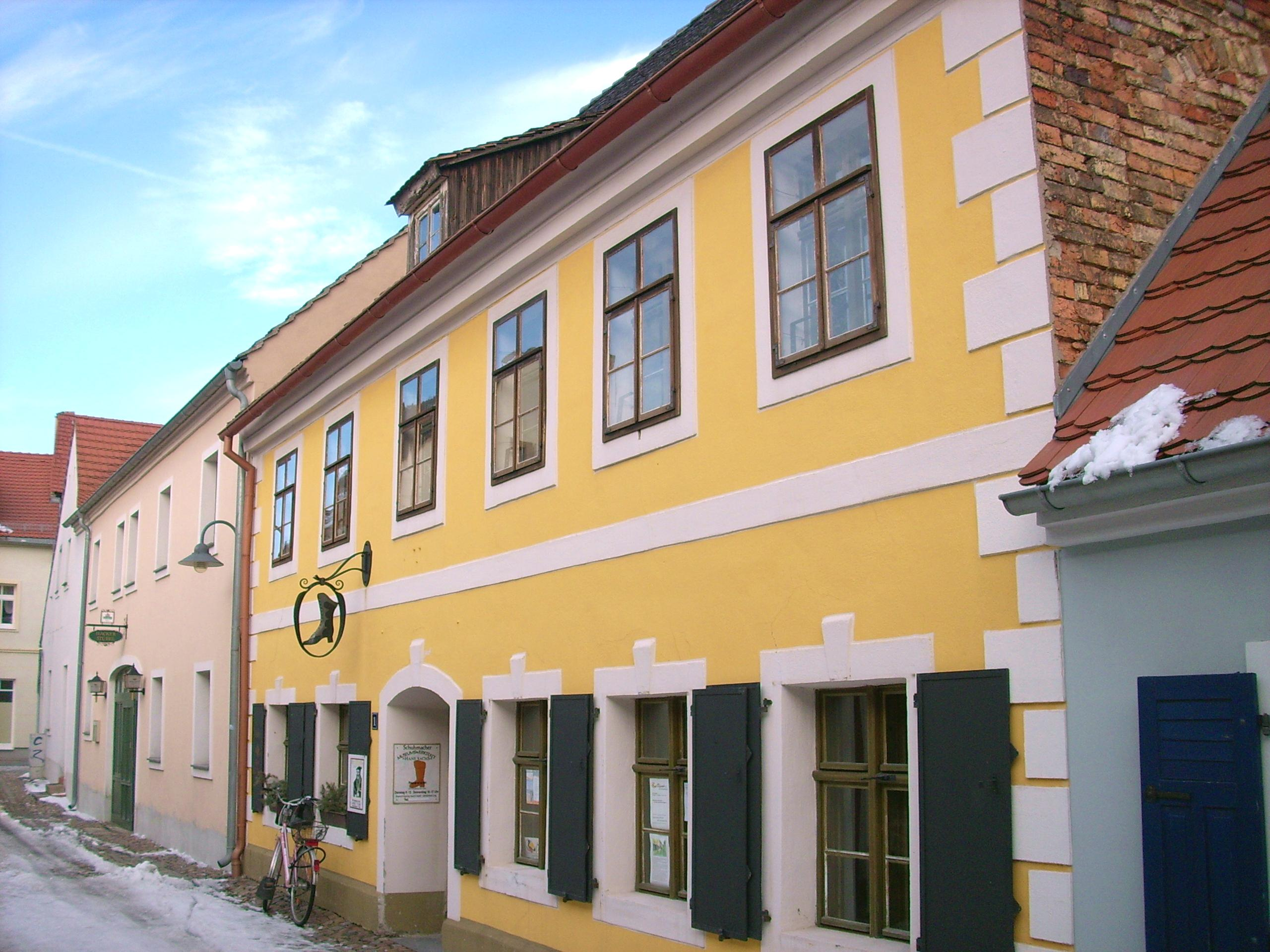
Oude huizen aan de Lange Straße in het centrum
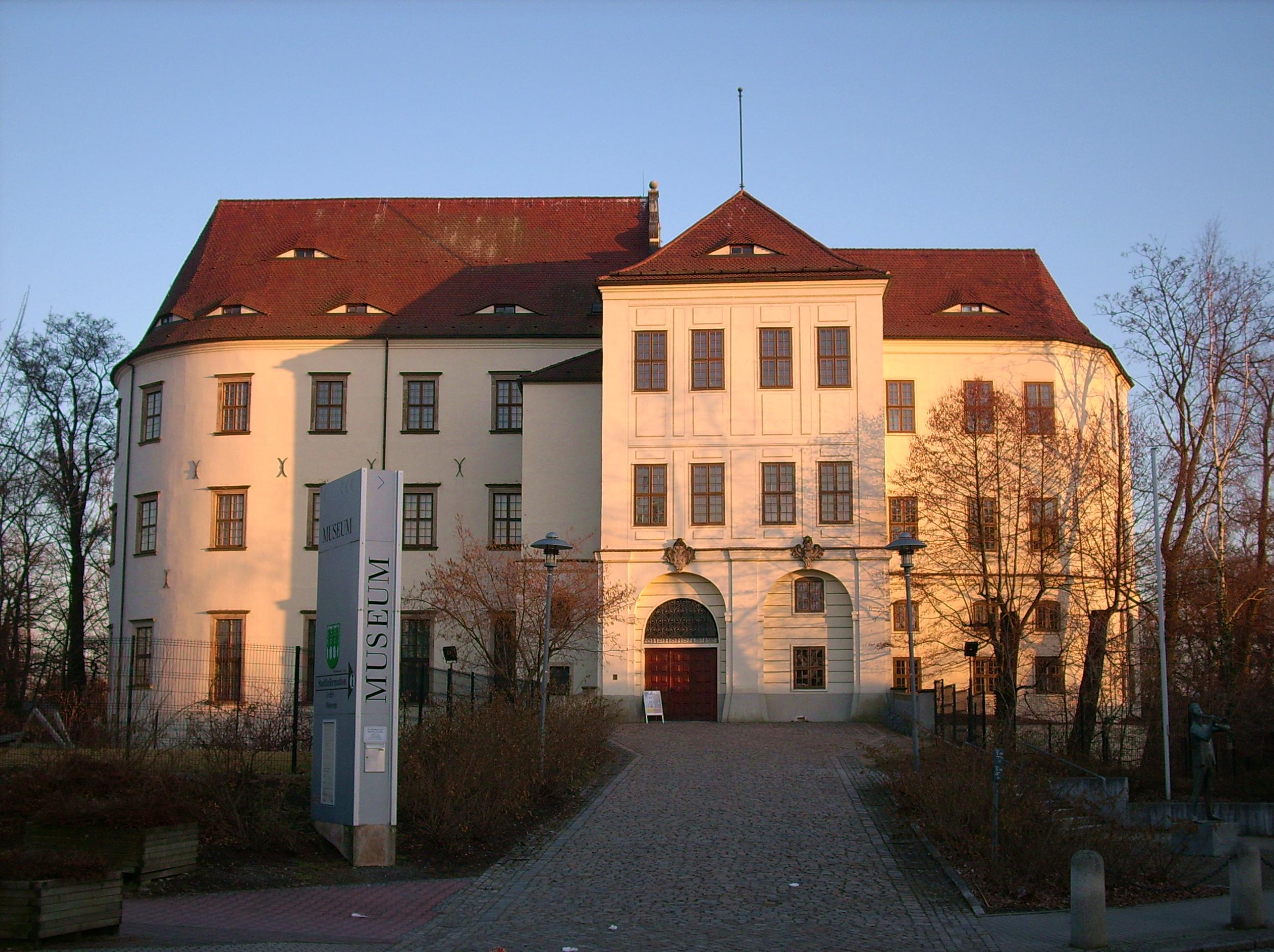
Slot in Hoyerswerda
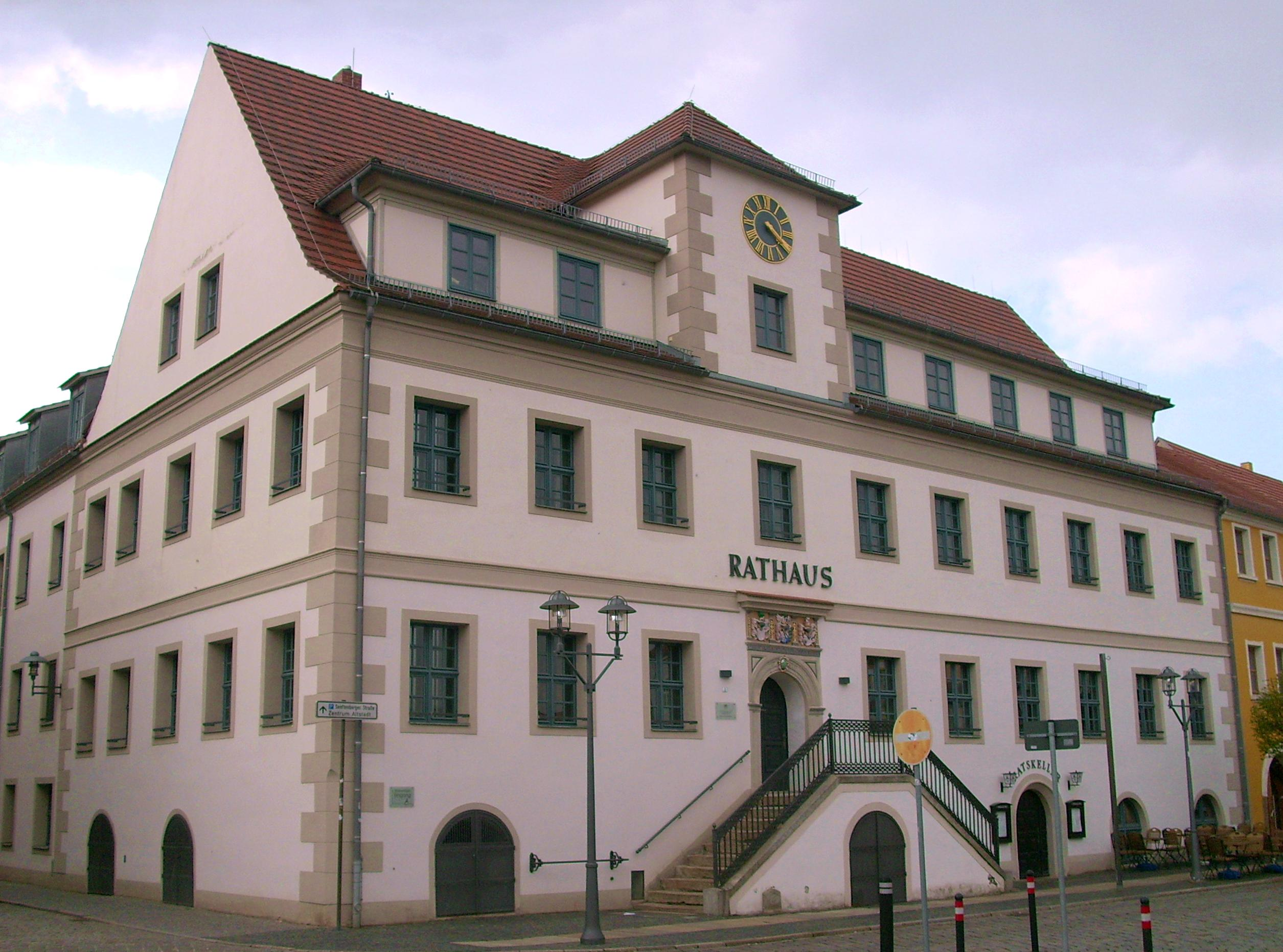
Stadhuis (1680) in Hoyerswerda
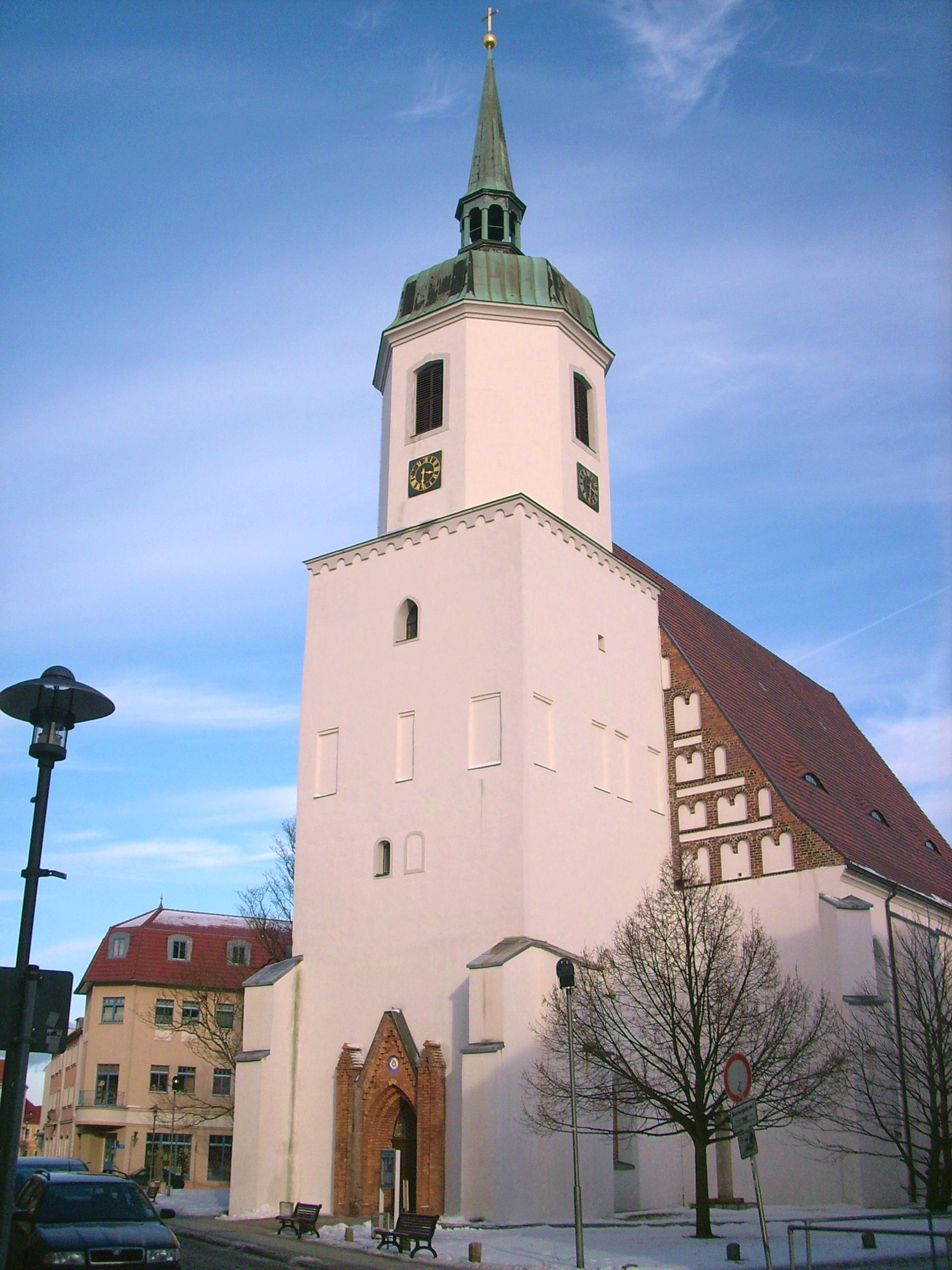
Evang.-lutherse Johanneskirche in Hoyerswerda
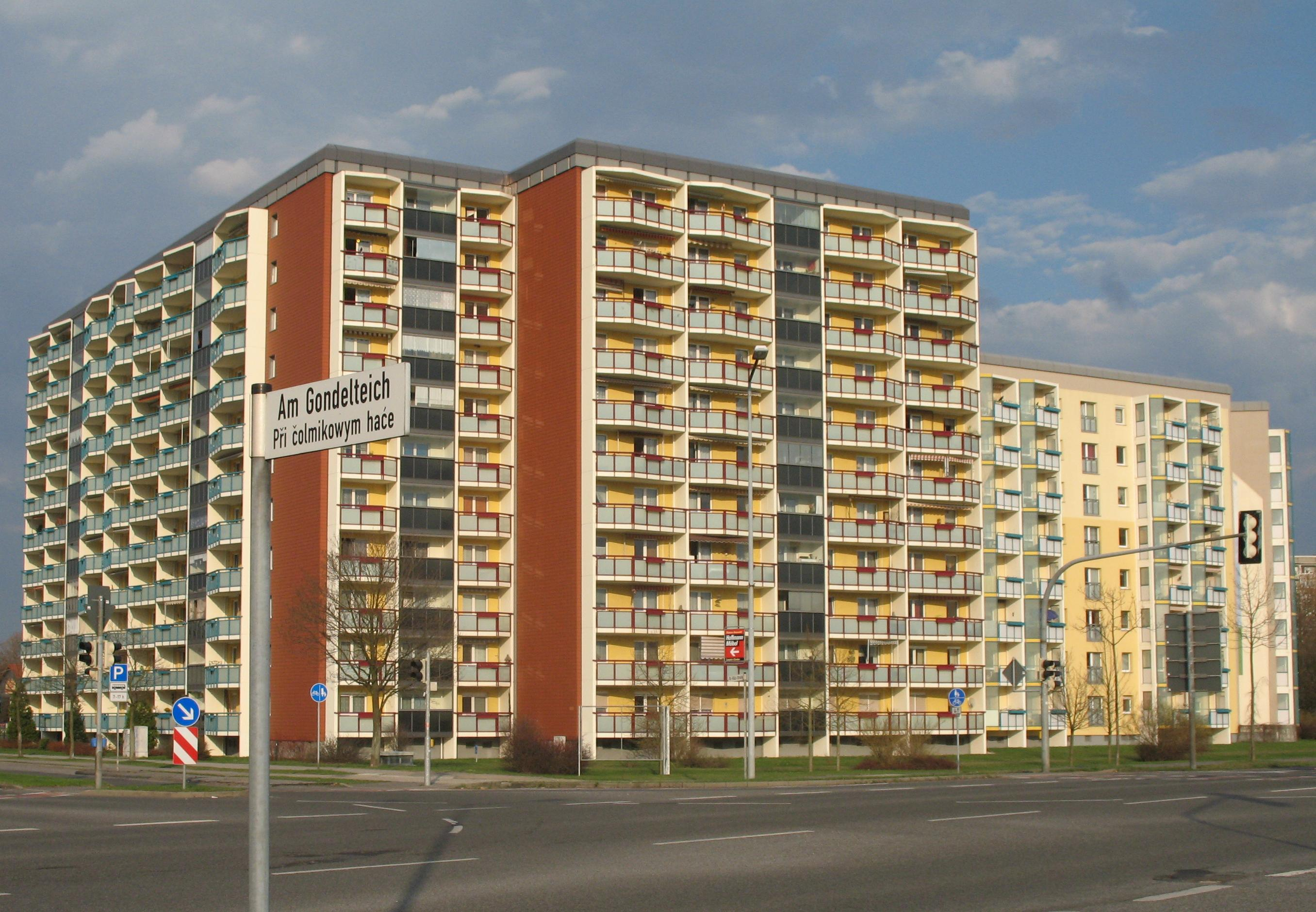
Plattenbau in Hoyerswerda
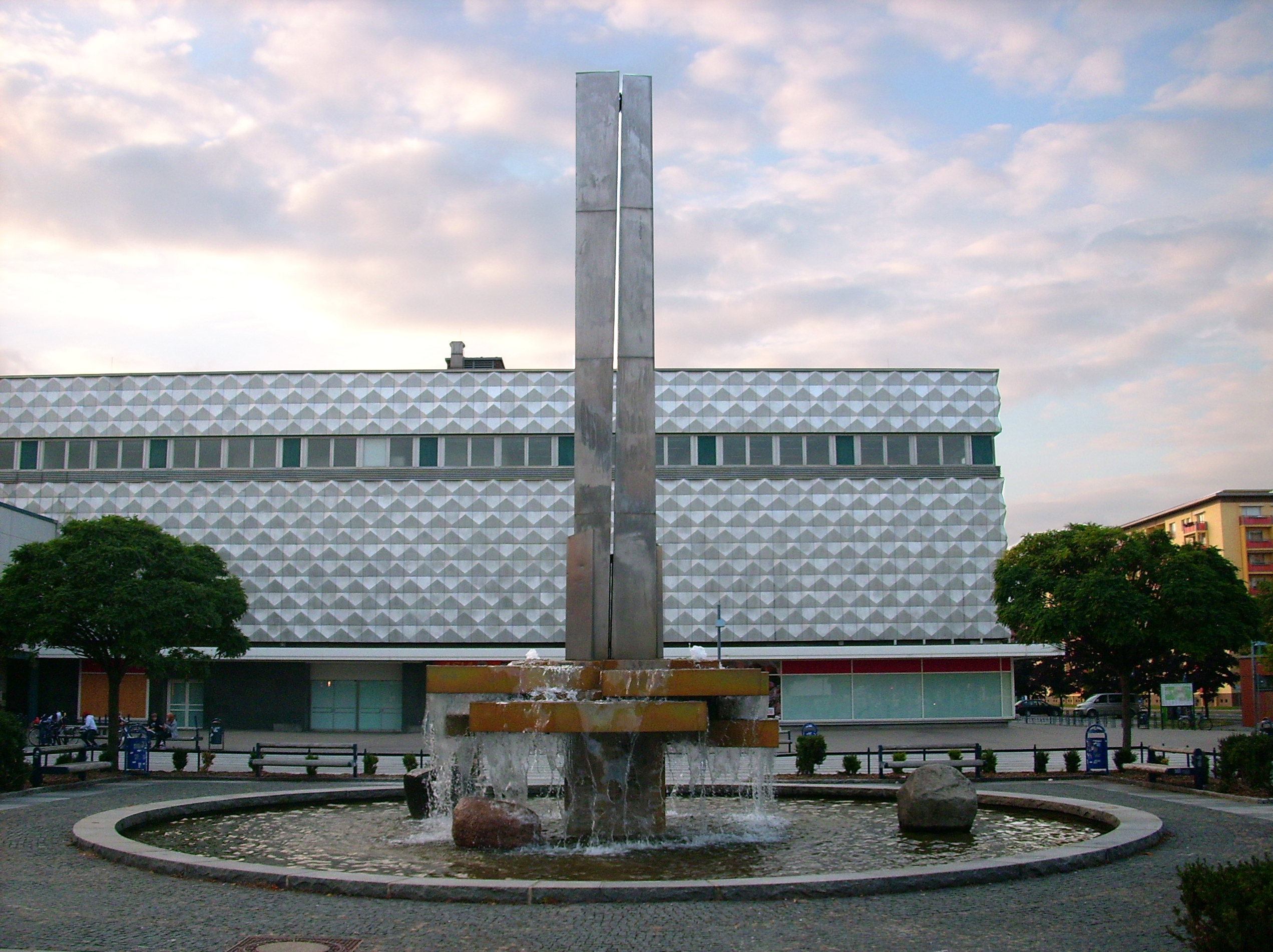
Lausitzer Platz
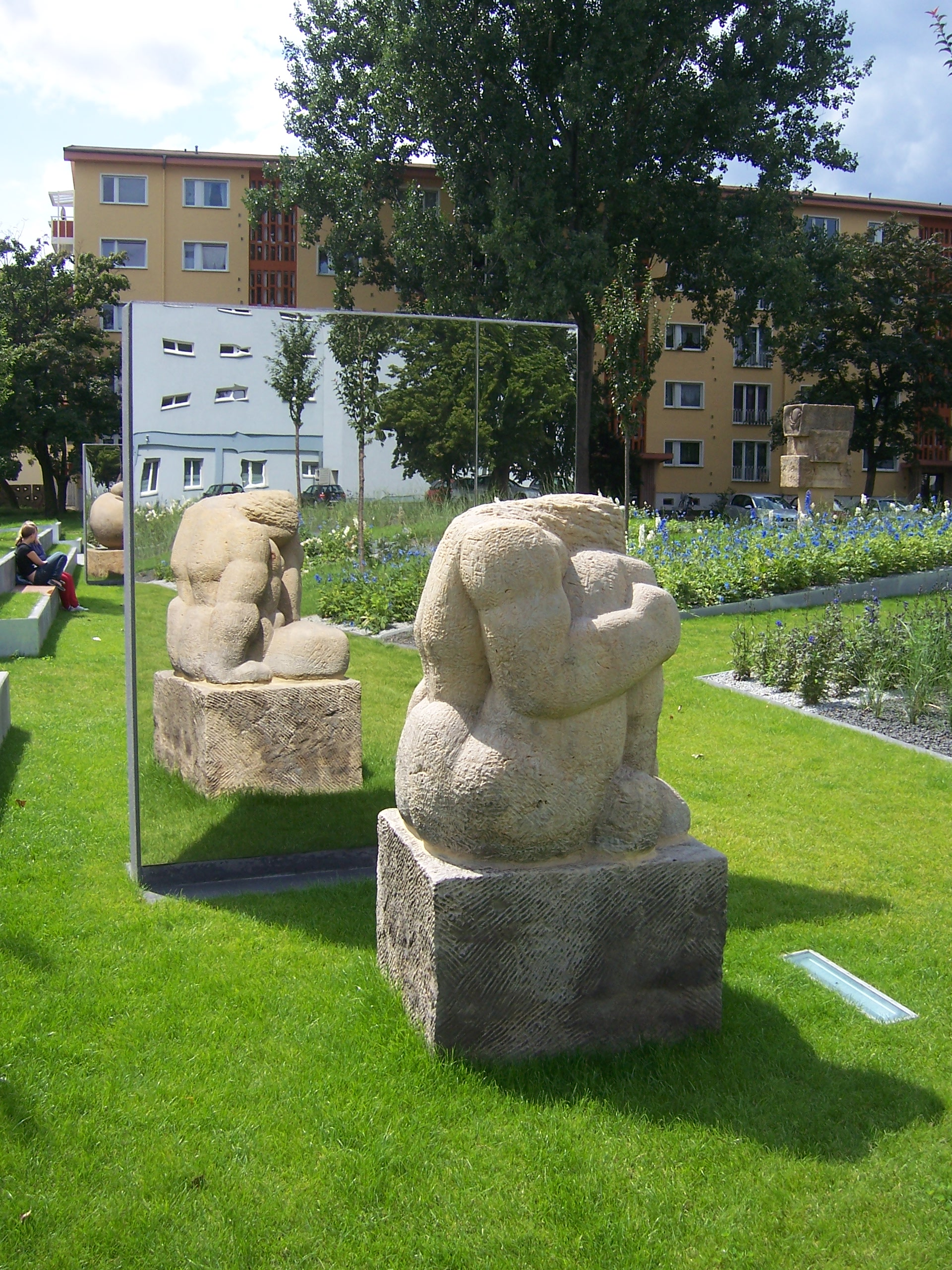
Sculptuur in Hoyerswerda
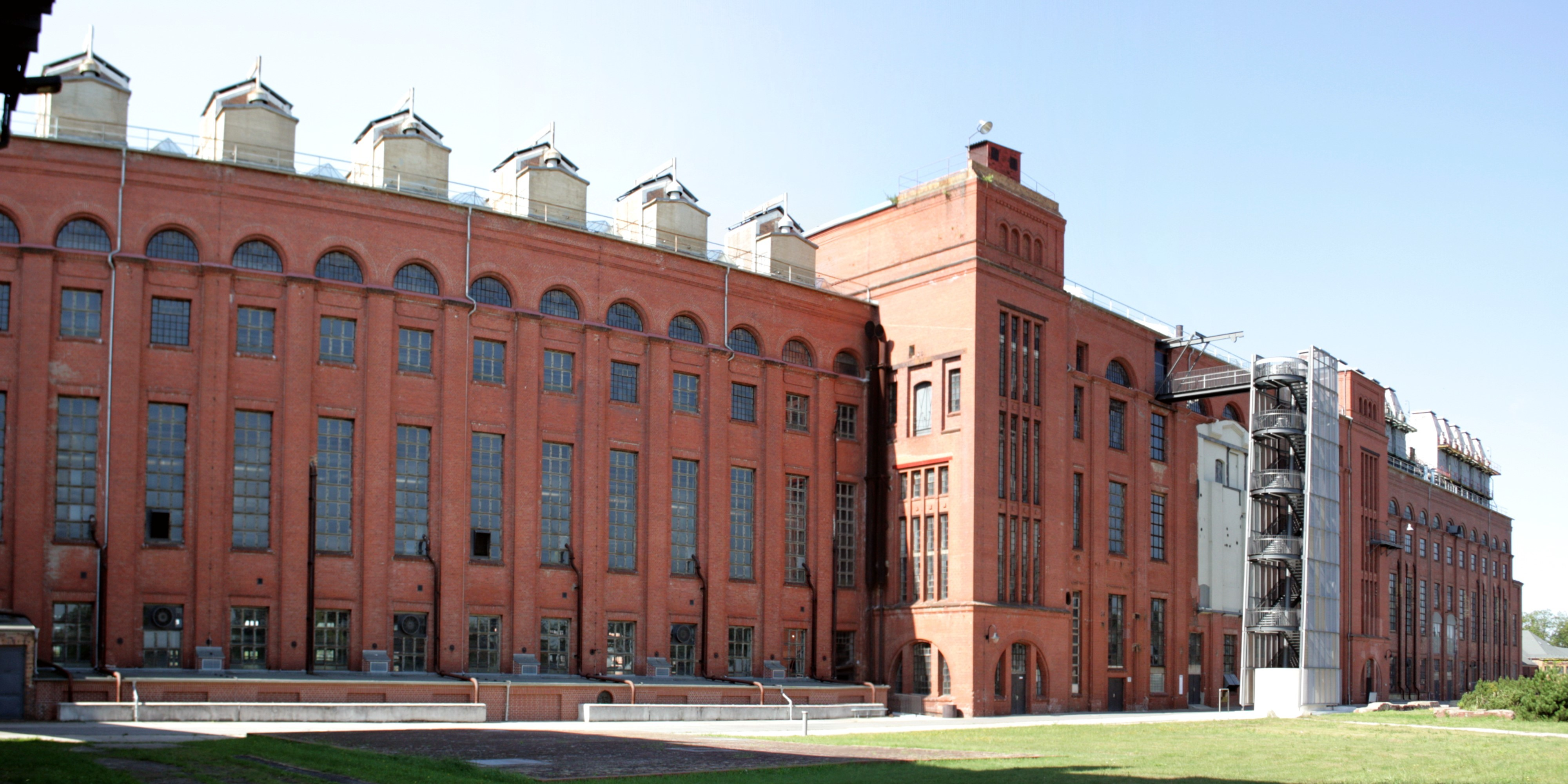
V.m. brikettenfabriek, thans museum (Energiefabrik Knappenrode)
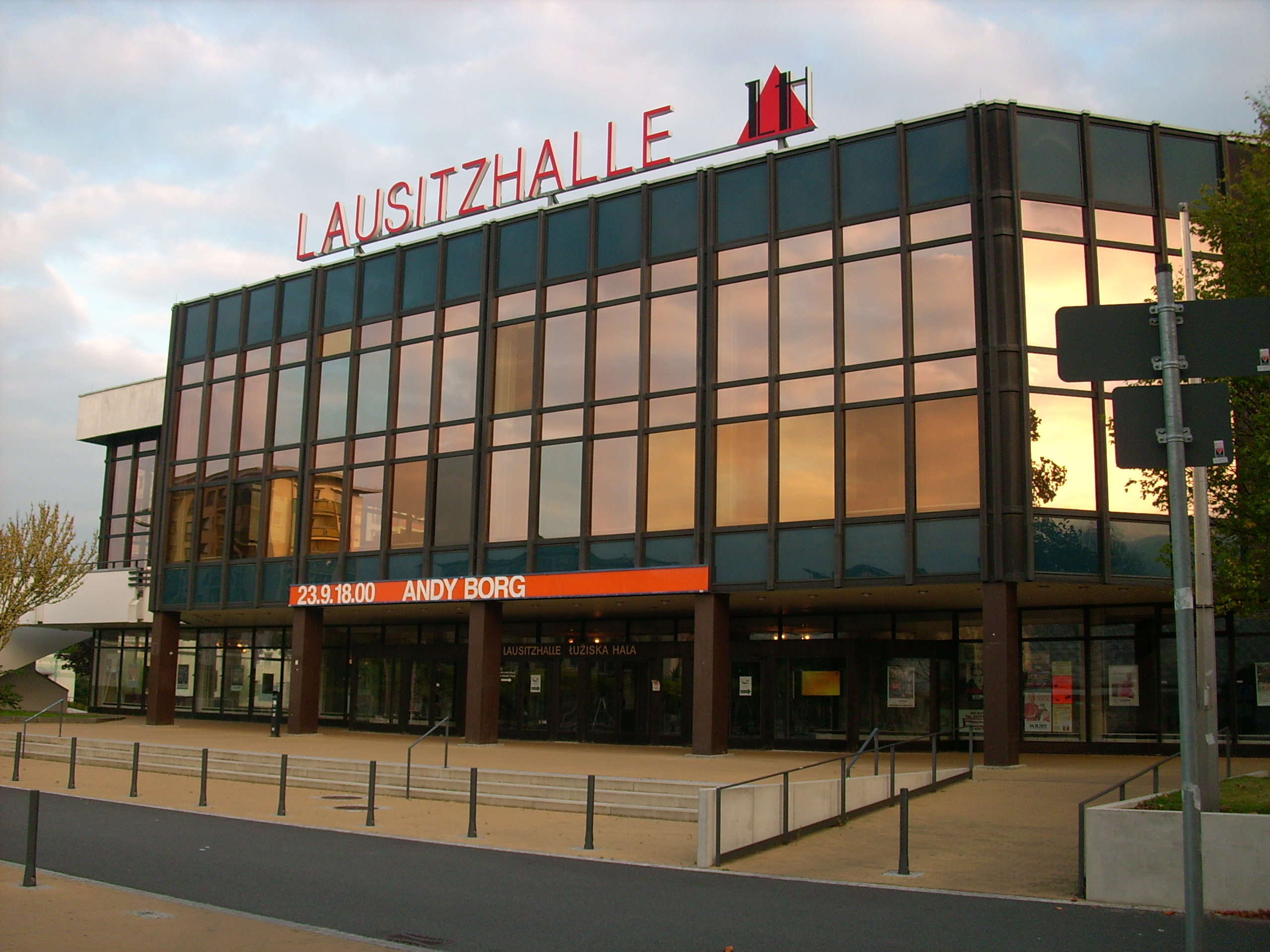
Congres- en cultuurhal Lausitzhalle (828 zitplaatsen)
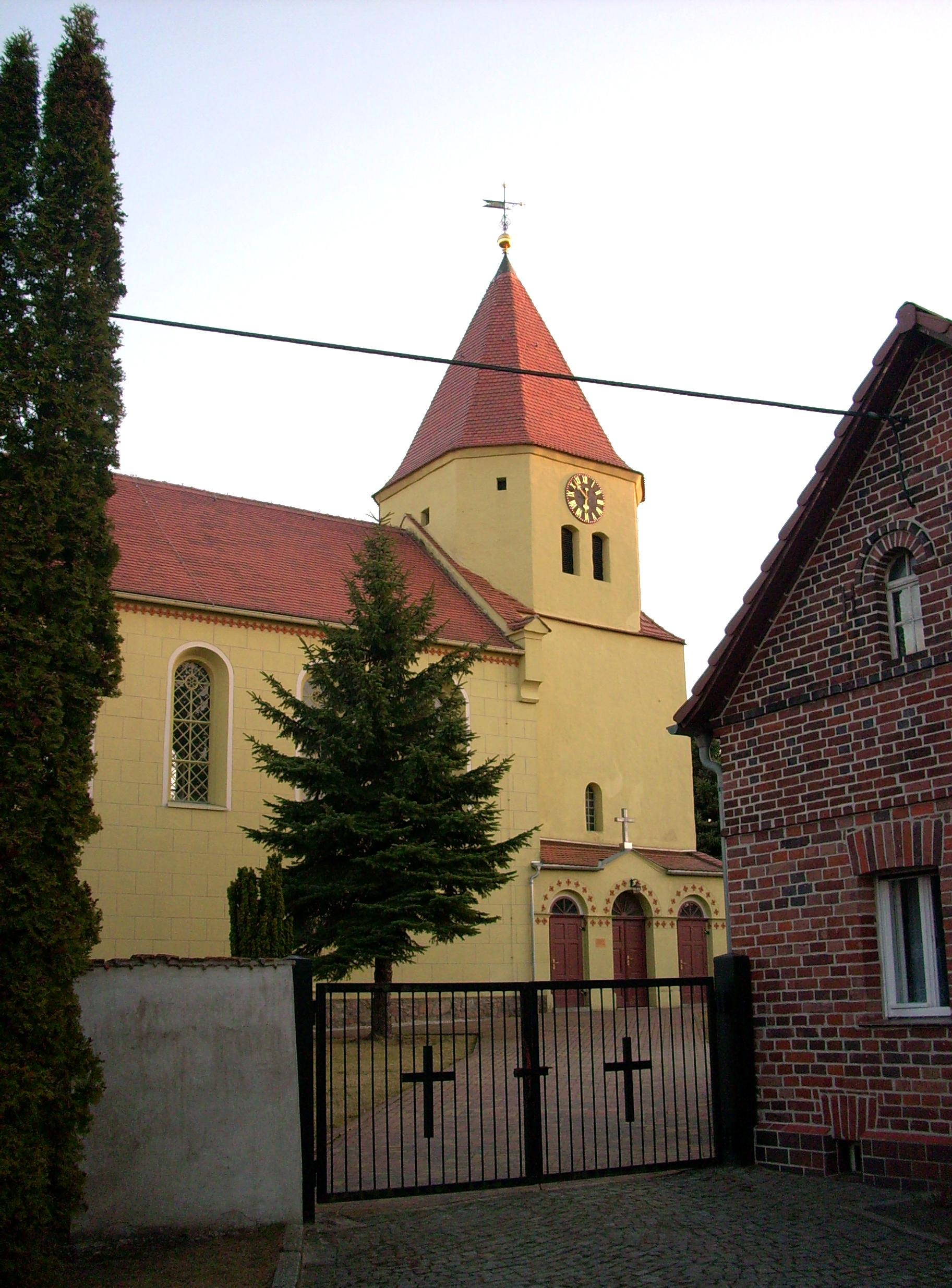
Kerk in Schwarzkollm
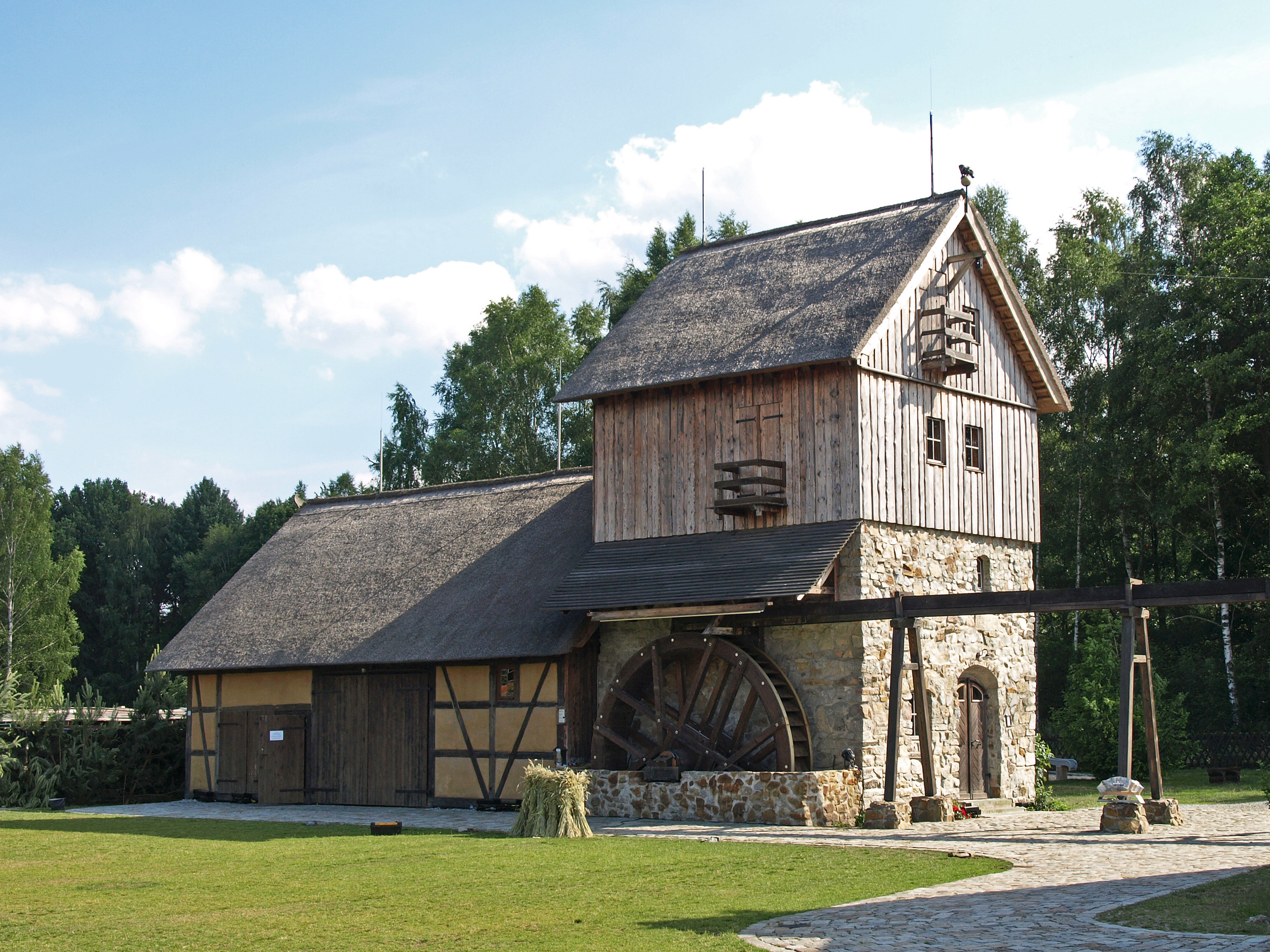
Molen van Schwarzkollm
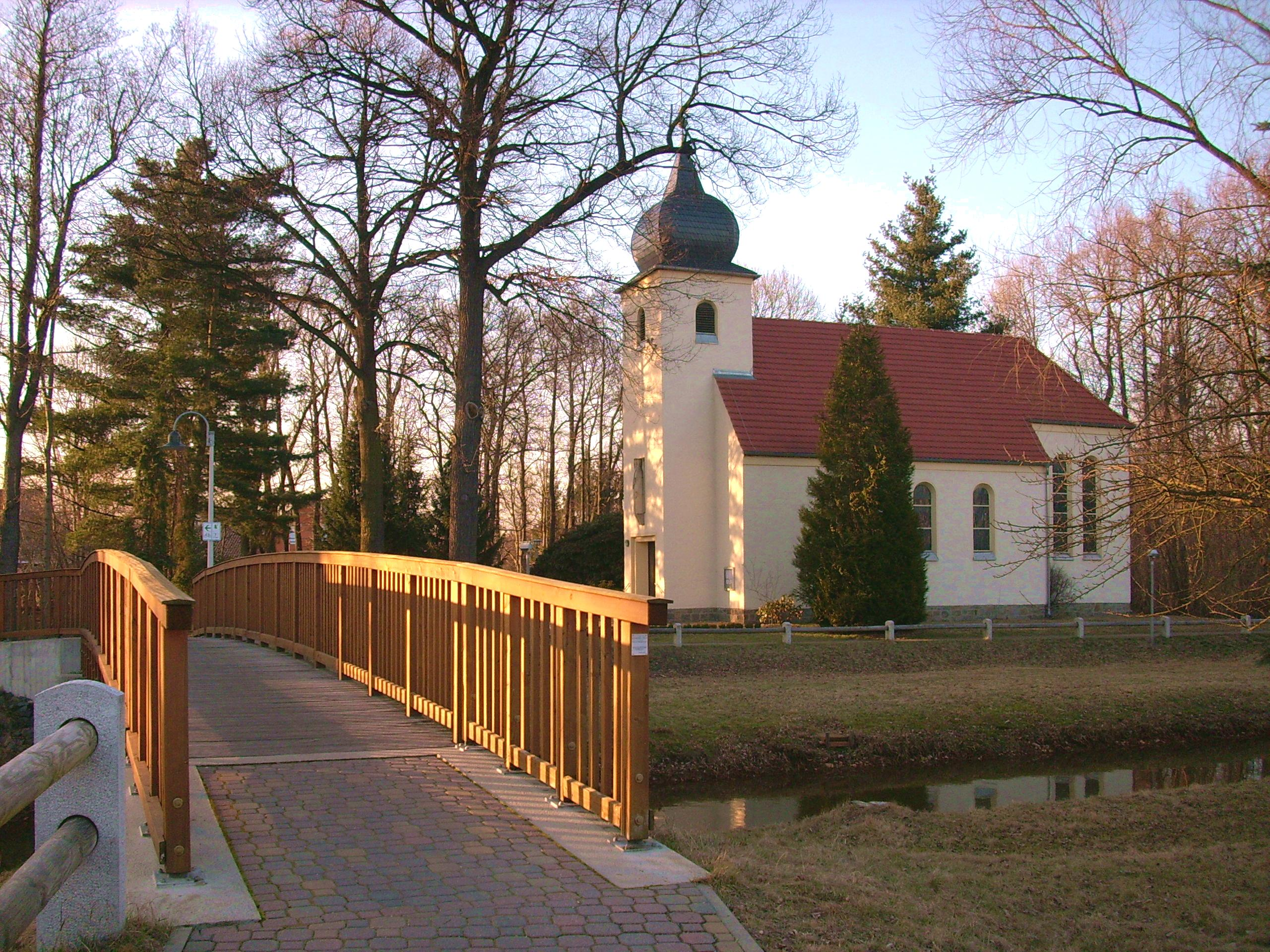
Christus-Koning-kapel, Dörgenhausen (1953), met binnen een 15e- of 16e-eeuws altaarstuk
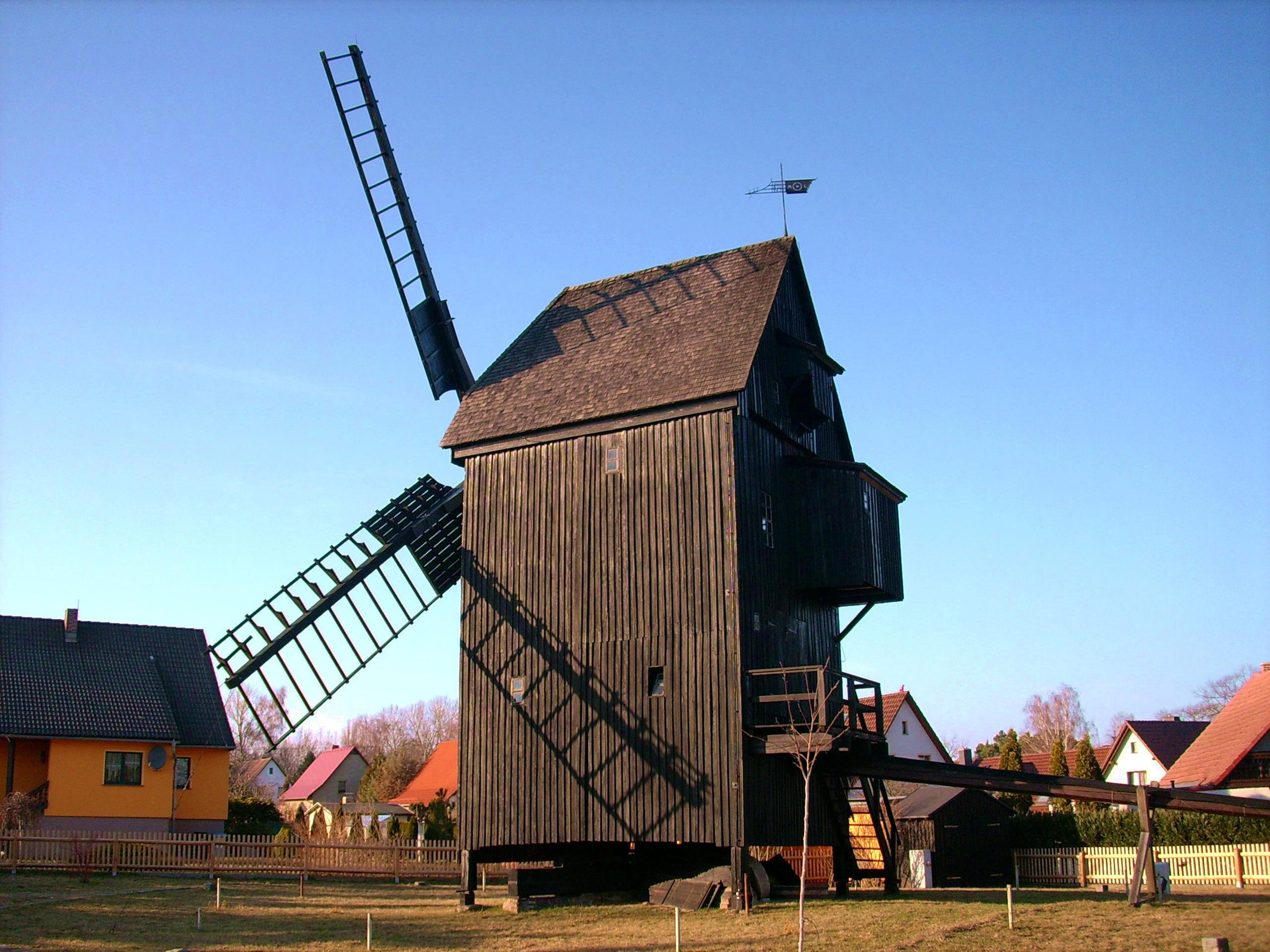
Standerdmolen van Dörgenhausen (1707; in 1920 elders gedemonteerd en hier weer opgebouwd)

## Bekende personen in relatie tot Hoyerswerda

### Geboren te Hoyerswerda
- Rudolf von Sebottendorf, eigenlijke naam Adam Alfred Rudolf Glauer (1875-1945), antisemiet, occultist en spion voor Nazi-Duitsland in Turkije
- Vera Meyer (1970), microbiologe, gespecialiseerd in het onderzoek naar schimmels; van 2006-2011 aan de Universiteit Leiden werkzaam; tevens beeldend kunstenares
- Tom Mickel (1989), voetbalkeeper
- Tony Jantschke (1990), voetballer
- Eric Oelschlägel (1995), voetbalkeeper, speelde in Nederland o.a. bij FC Utrecht
- Marvin Stefaniak (1995), voetballer

### Overigen
- Jan Henryk Dąbrowski (1755-1818), Pools generaal en nationale held; woonde als kleine jongen korte tijd in Hoyerswerda
- Konrad Zuse (1910-1995), computer-pionier en kunstschilder, woonde als tiener in Hoyerswerda en knutselde daar zijn eerste automaten in elkaar; hij is ereburger van de stad; aan hem is in Hoyerswerda een museum gewijd.
- Brigitte Reimann (21 juli 1933 in Burg (bij Maagdenburg)- 20 februari 1973 in Oost-Berlijn) succesvol Oost-Duits schrijfster[7], wier werk ook tegenwoordig nog veel wordt gelezen, woonde van 1960-1968 te Hoyerswerda; aan haar vroegere woonhuis is een gedenkplaquette aangebracht.
- Gerhard Gundermann, (21 februari 1955 - 21 juni 1998), singer-songwriter en rockmuzikant, woonde in zijn jeugd te Hoyerswerda en trad er tot kort vóór zijn dood nog regelmatig op; ook ligt hij in Hoyerswerda begraven

## Partnersteden
Hoyerswerda onderhoudt jumelages met:
- Dillingen/Saar, sedert 1988
- Huittinen, Finland, sedert 1998
- Sroda Wielkopolska, Polen, sedert 2006

## Trivia

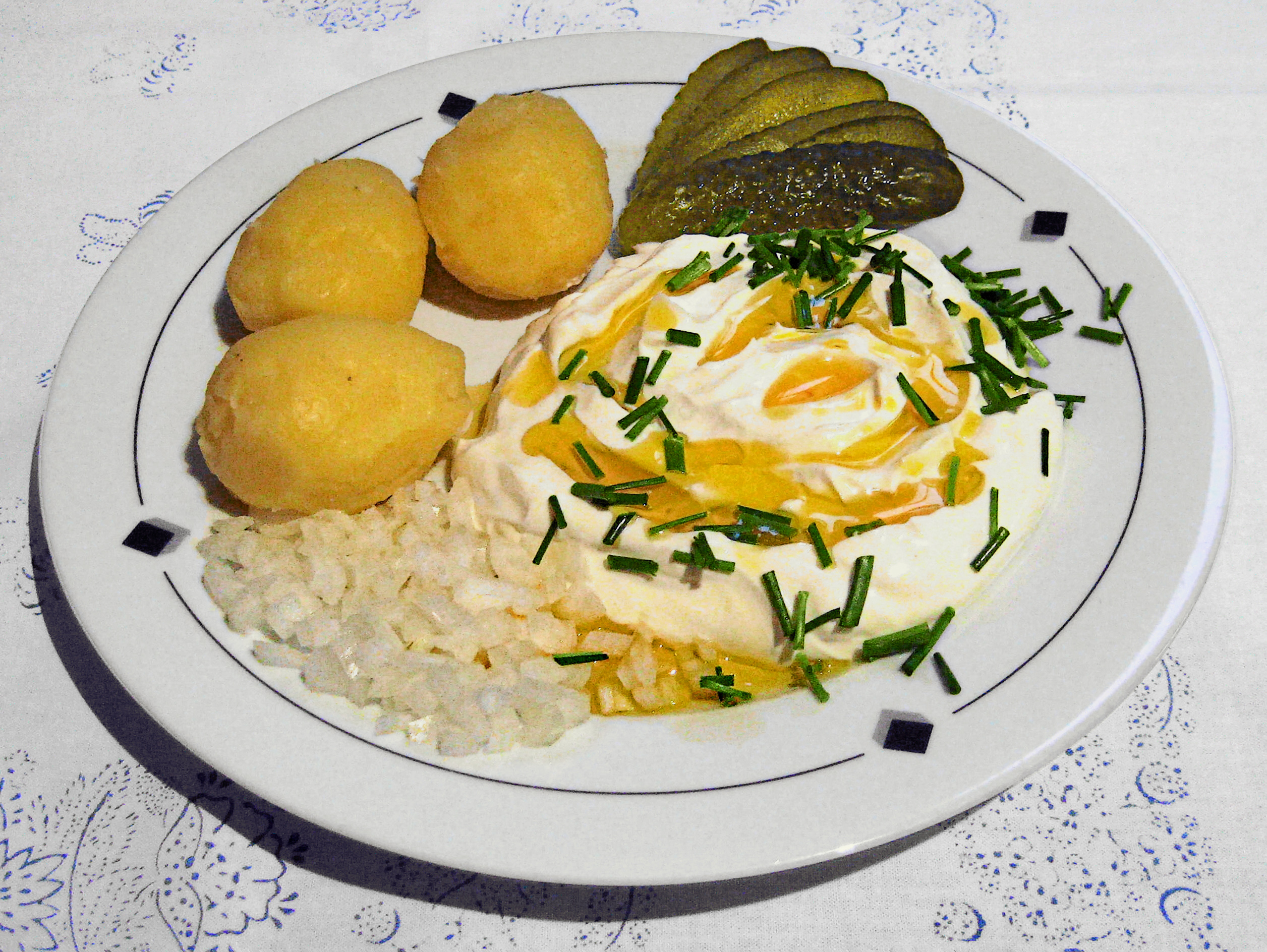
Kwark met lijnolie en in de schil gekookte aardappelen, traditioneel gerecht uit de Lausitzer keuken

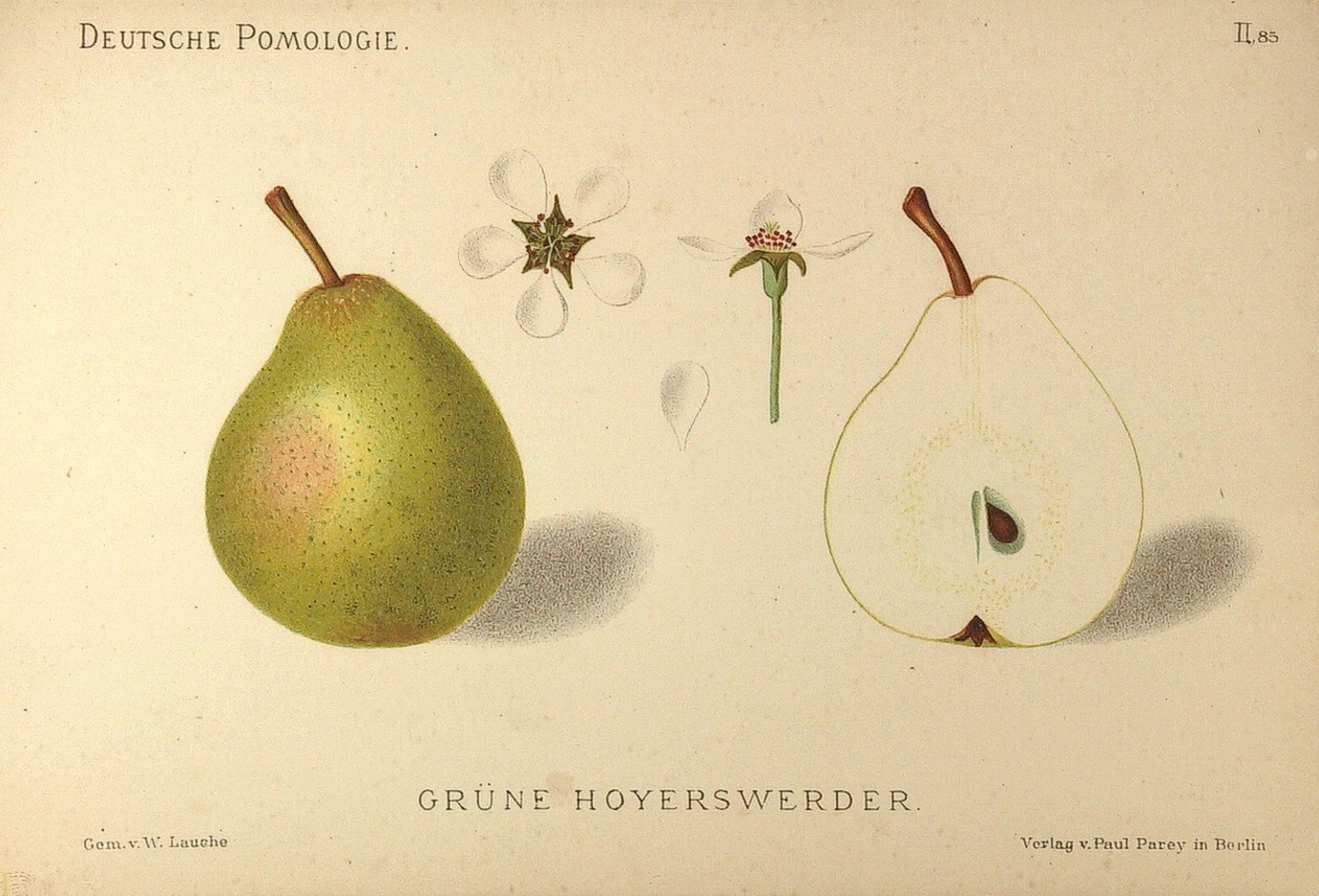
Hoyerswerder Suikerpeer of Grüne Hoyerswerder (1882)